# Красноселовка (Петропавловський район)
Красноселовка (рос. Красносёловка) — село у Петропавловському районі Воронезької області Російської Федерації.
Населення становить 1318  осіб. Входить до складу муніципального утворення Красноселовське сільське поселення.

## Історія
Населений пункт розташований у межах суцільної української етнічної території, частини Східної Слобожанщини. До Перших визвольних змагань належав до Воронезької губернії.
Згідно із законом від 15 жовтня 2004 року входить до складу муніципального утворення Красноселовське сільське поселення.

## Населення
| 2010  | 2012  | 2013  | 2014  | 2015  | 2016  | 2017  |
| ----- | ----- | ----- | ----- | ----- | ----- | ----- |
| 1502  | ↘1455 | ↘1430 | ↘1400 | ↘1376 | ↘1351 | ↘1332 |
| 2018  |       |       |       |       |       |       |
| ↘1318 |       |       |       |       |       |       |